# Moesie

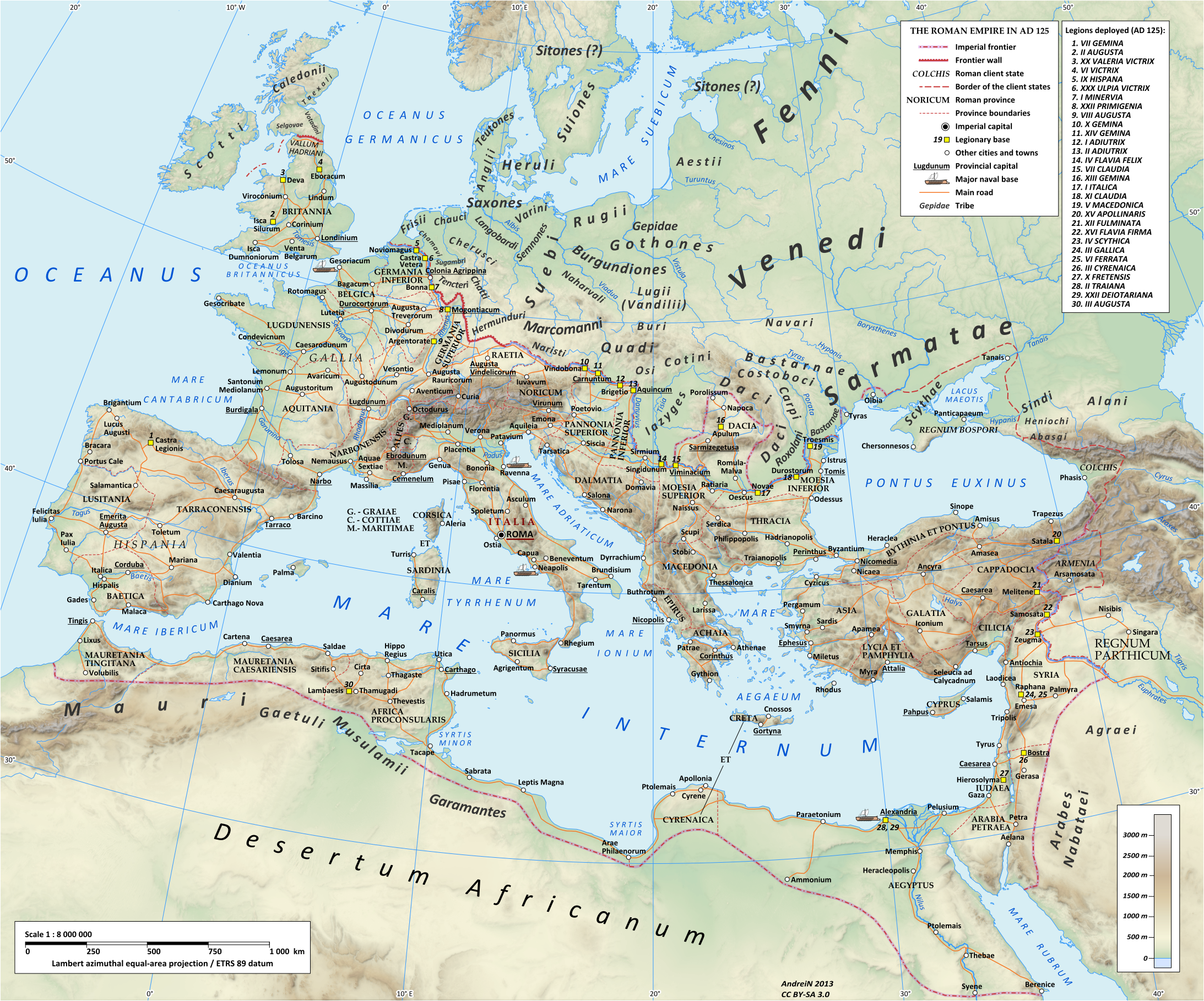
Římské provincie za vlády císaře Hadriána (rok 117–138 n. l.) včetně rozmístění posádek legií

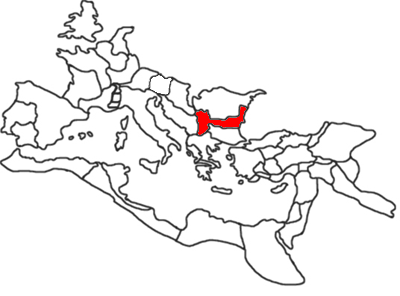
Římská říše kolem roku 120 n. l., červeně zvýrazněna Moesie

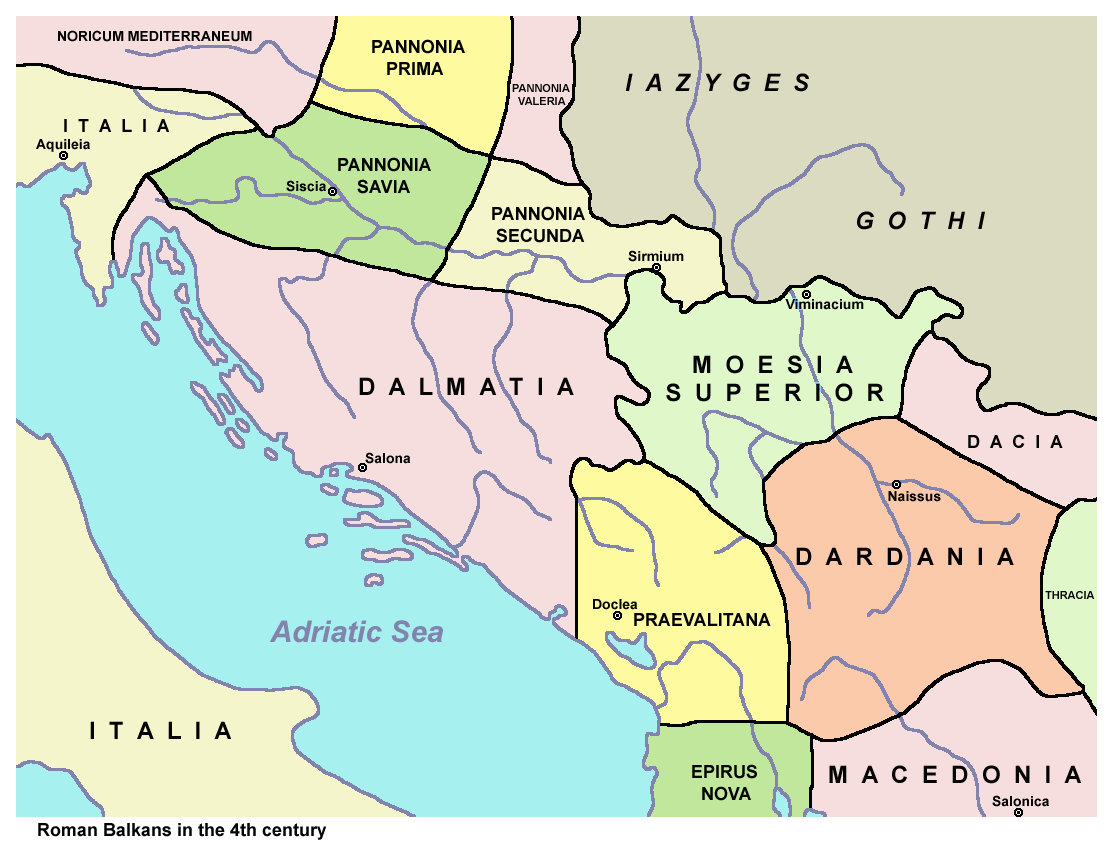
Moesia Superior ve 4. století

Moesie (latinsky Moesia, bulharsky Мизия) byla římskou provincií, ležící na území současných států Srbska a Bulharska. Moesii ohraničovala na jihu pohoří Balkán (Haemus) a Šar (Scodrus), na západě řeka Drina (Drinus), na severu Dunaj a na východě Černé moře (Pontus Euxinus). Území obývaly zpočátku dácké kmeny, které byly ale v průběhu 2. poloviny 1. tisíciletí př. n. l. postupně vytlačeny migrujícími Thráky a Ilyry. Jeho název je odvozen ze jména jednoho z thráckých kmenů (Moesi), který zde sídlil.

## Historie Moesie
Římské zájmy v Moesii se zaměřovaly především na zdejší bohaté naleziště nerostných surovin a úrodnou půdu. V roce 75 př. n. l. podnikl prokonzul Makedonie Gaius Scribonius Curio tažení, během něhož pronikl hluboko na sever až k Dunaji, přičemž dosáhl vítězství nad místními barbarskými kmeny. Nicméně přítomnost Římanů prozatím nenabyla trvalého charakteru. Definitivní podrobení zdejších kmenů Římany dokončil teprve Marcus Licinius Crassus, vnuk stejnojmenného triumvira a rovněž pozdější prokonzul Makedonie, krátce po vítězství Octaviana v občanské válce v roce 29 př. n. l. Status provincie však dobyté území získalo až na konci Augustovy vlády v roce 6 n. l. Jakožto pohraniční provincie byla Moesie silně opevněna kastely a pevnostmi vztyčenými podél jižního břehu Dunaje a rovněž obrannou zdí vystavěnou mezi městy Tomis a Axiopolis na ochranu před nepřetržitými útoky Skytů a Sarmatů.
Římský básník Ovidius, vypovězený Augustem do vyhnanství v Tomidě, kde žil až do své smrti v roce 17, vylíčil Moesii ve značně bezútěšných barvách jako pusté, barbarské místo plné násilí, značně odlišné od toho, na které byl tento vysoce kultivovaný umělec zvyklý. Romanizace zdejších barbarů probíhala o poznání pomaleji než v jiných mírumilovnějších provinciích.
Původně jediná provincie spravovaná císařským konzulárním legátem (který měl zřejmě na starosti také provincie Achaia a Macedonia), byla za Domitiana rozdělena na Horní (Moesia superior) a Dolní (Moesia inferior, také nazývaná Ripa Thracia) Moesii. První zahrnovala území západně od řeky Cebrus (dnešní Cibrica), druhá území na východ. Obě byly řízeny císařskými konzulárními legáty a prokurátory.
Dobytí Dácie Traianem na počátku 2. století Moesii dočasně ulevilo od náporu barbarů. Od roku 238 byla však opět vystavena útokům a drancování nejprve Karpů a posléze Gótů, kteří ve svých nájezdech pokračovali až do počátku 70. let 3. století. Po opuštění Dácie za císaře Aureliana (270–275) a následném transferu romanizovaného obyvatelstva této bývalé provincie na jih od Dunaje byla centrální část Moesie přejmenována na Dacii Aureliani. Kraj nazývaný Dardánie (v Horní Moesii) byl za Diocletiana přetvořen v samostatnou provincii s hlavním městem jménem Naissus (dnešní Niš), ve kterém se v roce 272 narodil pozdější císař Konstantin Veliký.
Na počátku období stěhování národů překročili Gótové, vystavení silnému tlaku Hunů, Dunaj (376) a od císaře Valenta obdrželi povolení usadit se v Moesii. Mezi novousedlíky a Římany ovšem brzy vypukl konflikt, který vyústil v porážku Římanů a zabití císaře Valenta Góty, vedenými Fritigernem, v bitvě u Adrianopole. Mezi těmito Góty působil ariánský biskup Wulfila, jenž přeložil do gótštiny Bibli. Na konci 6. století pronikli do Moesie Slované a zhruba o sto let později nomádští Protobulhaři, kteří zde poté založili první bulharský stát a s definitivní platností tak ukončili římskou vládu.

## Významná města Moesie
Významná města Moesie: Singindunum (Bělehrad), Viminacium (Kostolac), Naissus (Niš), Ratiaria, Odessus (Varna) a Tomis (Constanţa).